# Martha Daniell Logan
Martha Daniell Logan (* 29. Dezember 1704 in Charleston, Provinz Carolina, British America; † 28. Juni 1779 ebenda) war eine britisch-nordamerikanische Botanikerin und Autorin. Sie war maßgeblich am Saatgutaustausch zwischen Großbritannien und den nordamerikanischen Kolonien beteiligt und veröffentlichte als erste Person einen Gartenkalender im kolonialen Amerika.

## Leben und Werk
Logan wurde als Tochter von Martha Wainwright und des Landgrafen Robert Daniell geboren. Ihr Vater war ein britischer Kaufmann, der im Seehandel mit Barbados und Bermuda tätig war, und 1679 nach Carolina eingewandert war. Als Landgraf wurde er einer der größten Landbesitzer der Kolonie und war zwei Amtszeiten Vizegouverneur der Kolonie.  Sie wuchs auf seiner Plantage auf, die nach ihrem Vater Daniel Island benannt wurde. Als ihr Vater 1718 starb, erbte sie ein Grundstück am Wando River.  1719 heiratete sie ihren Stiefbruder George Logan Jr., mit dem sie acht Kinder bekam. Nach der Geburt ihres achten Kindes unterrichtete sie ab 1742 als Lehrerin für Schreiben, Lesen und Sticken in ihrem Haus am Wando River. Anschließend zog sie nach Charleston, wo sie am 6. März 1750 Pläne für die Eröffnung eines Internats in ihrem Haus ankündigte. Weitere finanzielle Schwierigkeiten führten dazu, dass sie 1753 ihre Plantage verkaufen musste.
Logan verlagerte ihre Aufmerksamkeit bald vom Unterrichten auf den Gartenbau und verkaufte als Lieferantin botanischer Waren Samen und Pflanzen in ihrem Haus. Neben einheimischen Pflanzen handelte sie auch mit importierten Exemplaren.
Ihre Bekanntschaft mit der Gärtnerin Elizabeth Lamboll verstärkte ihr Bewusstsein für wirksame Methoden zur Kultivierung einheimischer Pflanzen. 1760 lernte sie den Naturforscher John Bartram aus Philadelphia kennen und führte ihn durch ihren Garten in Charleston. Kurz darauf begann sie, Briefe und Pflanzen mit Bartram auszutauschen. In ihrem ersten Brief präsentierte Logan eine Liste von Pflanzen, die sie nach Philadelphia schicken konnte, eine Mischung aus einheimischen und kultivierten Arten, hauptsächlich holzige Sträucher, die in Charleston in der Mitte  des Jahrhunderts angebaut wurden. 
Da insbesondere die Landschaftsgestaltung mit seltenen Pflanzen unter wohlhabenden Bewohnern von Charleston zu einem bevorzugten Zeitvertreib geworden war, erkannte sie, dass Hobbygärtner Ratgeber benötigten. Sie veröffentlichte den Gardener’s Kalendar, der zum Standardtext für koloniale Gärtner in South Carolina wurde und verfasste einen Gartenführer für John Tublers South Carolina Almanack (1752). Dieser wurde mehrmals nachgedruckt und erschien posthum unter ihrem Namen in jährlichen Ausgaben des Palladium of Knowledge: oder The Carolina and Georgia Almanac (1796–1804). Sie schrieb im Alter von siebzig Jahren auch eine Abhandlung über Gartenarbeit.
Ihr Mann starb 1764 und sie starb 1779 in Charleston und wurde auf dem St. Philip’s Churchyard beigesetzt. Ihr Briefwechsel mit John Bartram ist in den Bartram-Papieren der Historical Society of Pennsylvania in Philadelphia  enthalten.